# Allium weschniakowii
Allium weschniakowii är en amaryllisväxtart som beskrevs av Eduard August von Regel. Allium weschniakowii ingår i släktet lökar, och familjen amaryllisväxter. Inga underarter finns listade i Catalogue of Life.